# Jean-Marie de Lanessan

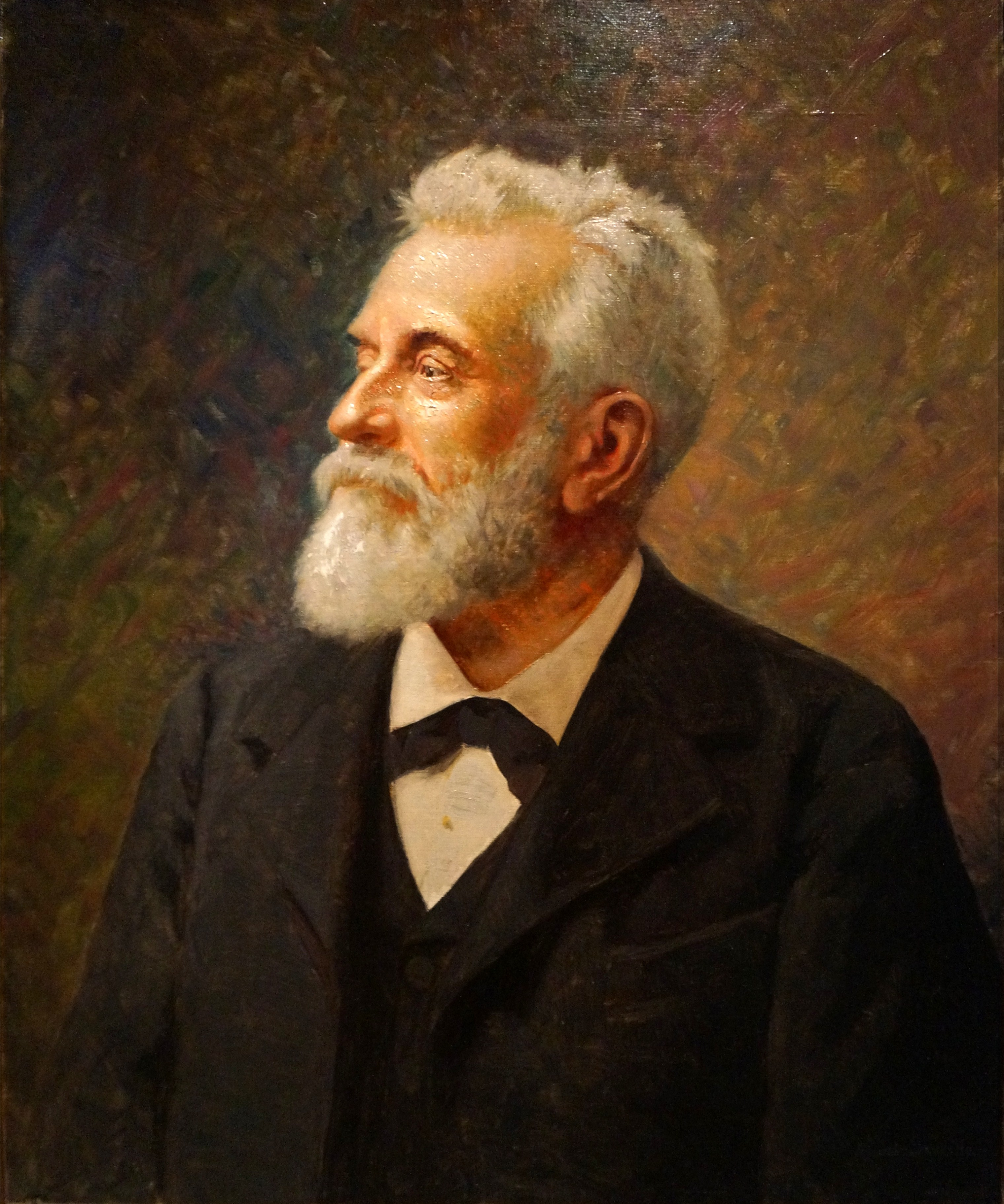
Jean-Marie de Lanessan (Gemälde von Mascré-Souville).

Jean-Marie Antoine Louis de Lanessan (* 13. Juli 1843 in Saint-André-de-Cubzac, Département Gironde; † 7. November 1919 in Écoue, Département Seine-et-Oise (heute: Département Val-d’Oise)) war ein französischer Mediziner, Botaniker und Politiker, der unter anderem zwischen 1881 und 1891, von 1898 bis 1906 sowie zwischen 1910 und 1914 Mitglied der Abgeordnetenkammer (Chambre des députés). Er fungierte von 1891 bis 1894 als Generalgouverneur von Französisch-Indochina sowie zwischen 1899 und 1902 als Marineminister im Kabinett Waldeck-Rousseau.

## Leben

### Studien, Marinearzt und Kommunalpolitiker
Jean-Marie Antoine Louis de Lanessan stammte aus einer bretonischen Familie, die sich in der Gascogne niederließ. Er absolvierte ein Studium der Medizin an der Universität Bordeaux und eine Ausbildung an der Marineschule in Rochefort. Er war daraufhin zwischen 1862 und 1866 erst stellvertretender Marinearzt in Afrika sowie von 1866 bis 1870 Cochinchina, ehe er 1870 kurz vor Beginn des Deutsch-Französischen Krieges den Marinedienst quittierte, nachdem ihm ein Posten im Baltischen Geschwader (Escadre de la Baltique) verwehrt wurde. Daraufhin diente er während des Krieges zwischen 1870 und 1871 als Chefarzt der mobilisierten Truppen im Département Charente-Inférieure.
1872 legte er seine Promotion als Doktor der Medizin mit der Dissertation Étude sur le Genre Garcinia (Clusiacées) et sur l’origine et les propriétés de la gomme-gutte ab, eine Studie zur Gattung Garcinia aus der Familie Clusiaceae und zur Herkunft und Eigenschaften von Gummigutta. 1876 schloss er seine Agrégation im Fach medizinische Naturgeschichte bei Henri Ernest Baillon mit Du protoplasma végétal ab, eine Arbeit über Pflanzenprotoplasma. Im Anschluss belegte er Vorlesungen im Fach Zoologie an der Medizinischen Fakultät der Universität von Paris und war zudem Mitarbeiter der Revue internationale des sciences biologiques. 1879 begann er sein politisches Engagement in der Kommunalpolitik und war bis 1881 Mitglied des Stadtrates (Conseil municipal) von Paris sowie zugleich Mitglied des Generalrates (Conseil général) des Département Seine.

### Abgeordneter und Generalgouverneur von Französisch-Indochina

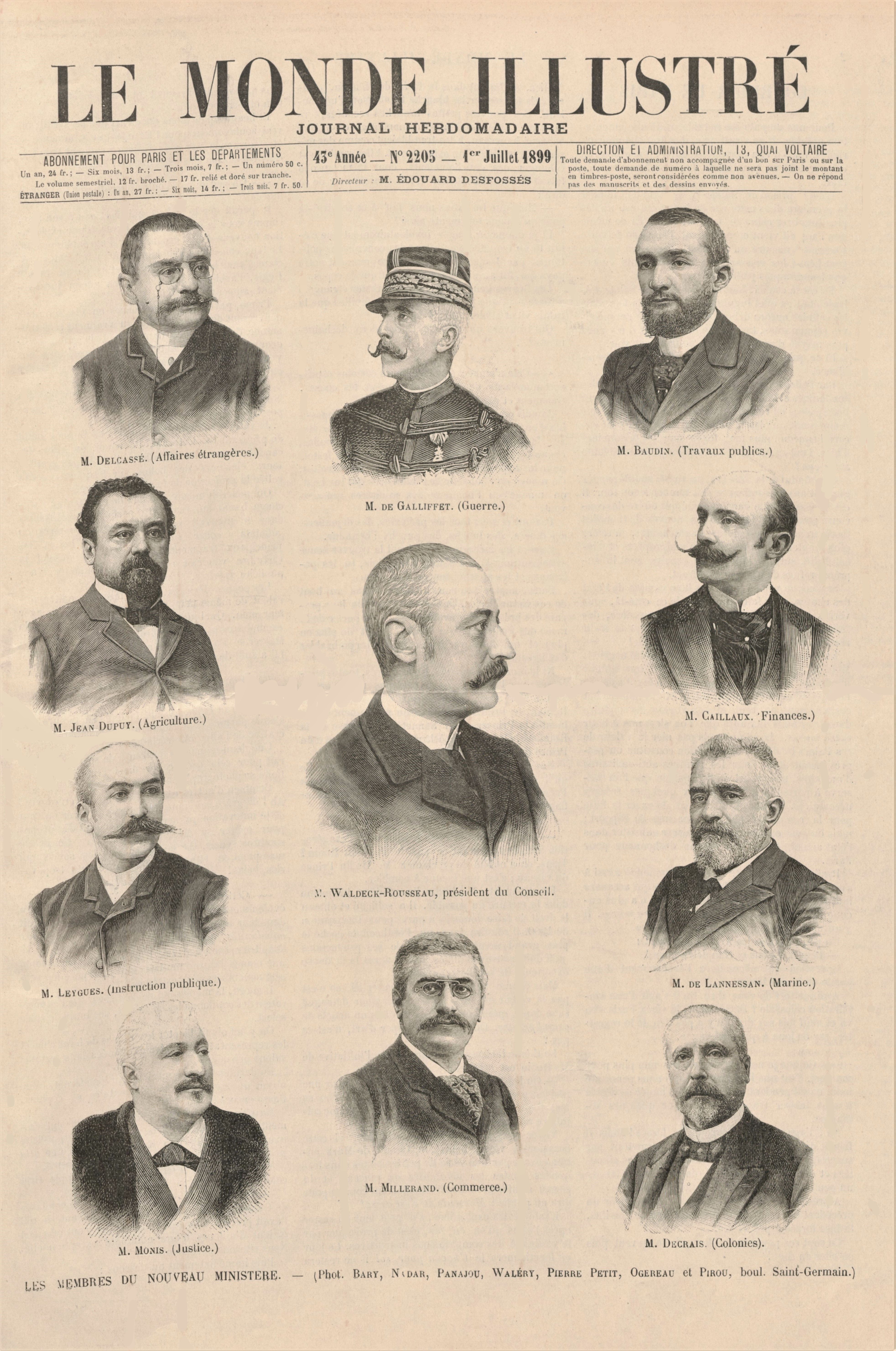
Jean-Marie de Lanessan (rechts, 2. von unten) und die übrigen Mitglieder des Kabinetts Waldeck-Rousseau (Le Monde illustré vom 1. Juli 1899).

Bei den Wahlen vom 21. August 1881 wurde Jean-Marie de Lanessan für die Radikale Linke (Gauche radicale) im 2. Wahlkreis des Panthéon, des 5. Arrondissement, erstmals zum Mitglied der Abgeordnetenkammer (Chambre des députés) gewählt. Er erhielt dabei mit 3574 Stimmen 49,4 Prozent der 7.237 Wählerstimmen. Im Oktober 1881 gründete er die Zeitschrift Le Réveil, die er im Februar 1882 verließ, um Chefredakteur der Zeitschrift La Marseillaise zu werden. Während seiner Parlamentszugehörigkeit befasste er sich mit der Grund- und Sekundarschulbildung, war aber auch Berichterstatter für den Marine- und Kolonialhaushalt. Am 18. Oktober 1885 wurde er für die Republikanische Union (Union républicaine) im Département Seine im zweiten Wahlgang wieder zum Mitglied der Abgeordnetenkammer gewählt und kam dabei auf den achten Platz unter 34 Kandidaten. In der Folgezeit befasste er mit Kolonialpolitik, aber auch mit innenpolitischen Themen. Am 6. Oktober 1885 wurde er im zweiten Wahlgang im Département Seine erneut zum Mitglied der Abgeordnetenkammer gewählt und erhielt dieses Mal mit 4875 Stimmen 51,7 Prozent der 9422 abgegebenen Stimmen. Er war Mitglied der Kommission der Patente (Commission des patentes), einer Sonderkommission, die beauftragt wurde, die Probleme der Marine zu untersuchen, und legte einige Gesetzesvorschläge vor.
Am 20. April 1891 legte de Lanessan sein Mandat in der Abgeordnetenkammer nieder, nachdem er als Nachfolger von Georges Jules Piquet zum Generalgouverneur von Französisch-Indochina ernannt worden war. Er übernahm dieses Amt offiziell am 26. Juni 1891, nachdem François Marie Léon Bideau vom 18. April bis zum 26. Juni 1891 als kommissarischer Generalgouverneur amtierte. Er bekleidete das Amt des Generalgouverneurs bis zum 10. März 1894, woraufhin Léon Jean Laurent Chavassieux kommissarischer Generalgouverneur wurde. Während seiner dortigen Amtszeit fand 1893 der Französisch-Siamesische Krieg statt.

### Wiederwahl zum Abgeordneten, Marineminister und Wahlniederlagen

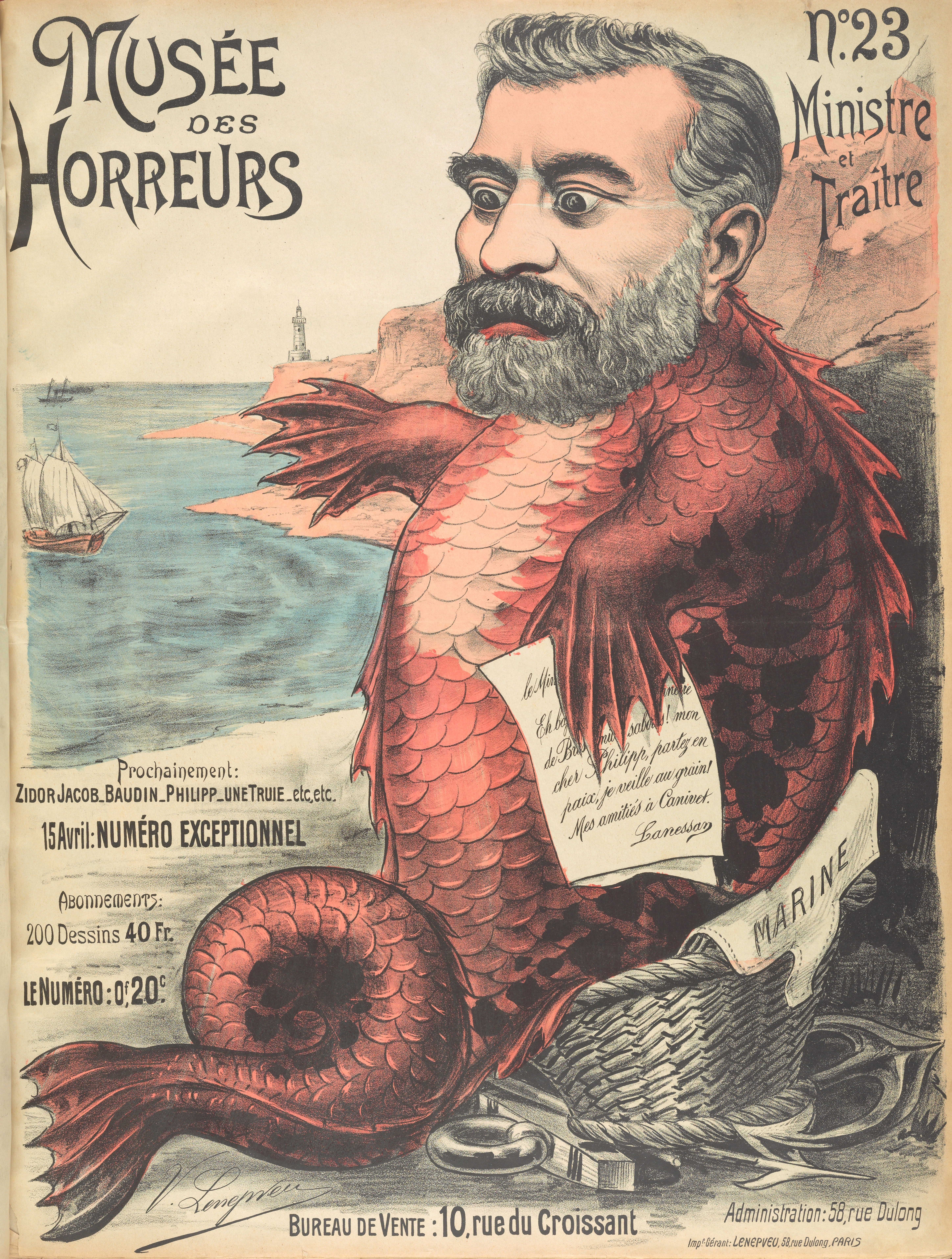
Karikatur von Lanessan im Musée des horreurs, die auf seine Beteiligung an den Fällen Canivet (1894) und Philipp (1900) anspielt.

Nachdem Jean-Marie de Lanessan bei den Wahlen 1893 nicht kandidiert hatte, bewarb er sich am 21. Februar 1897 in Bordeaux, unterlag aber mit 3.578 Wählerstimmen gegen Albert Chiché, auf den 5.559 Stimmen entfielen. Allerdings wurde er für die Gauche radicale bei den Wahlen am 22. Mai 1898 im 1. Wahlkreis von Lyon im Département Rhône mit 4.149 Stimmen und damit von 48,4 Prozent der 8.570 Wähler abermals zum Mitglied der Abgeordnetenkammer gewählt. In der Folgezeit war er Vize-Vorsitzender des Kolonialausschusses (Commission des colonies) sowie Mitglied der Ausschüsse für Kredite (Commission des crédits) sowie für Bildung (Commission de l’enseignement).
De Lanessan wurde am 22. Juni 1899 als Marineminister (Ministre de la Marine) in das Kabinett Waldeck-Rousseau berufen und bekleidete dieses Amt bis zum 3. Juni 1902. In dieser Funktion beteiligte er sich insbesondere an der Diskussion des Gesetzentwurfs zur Organisation der Kolonialarmee.
Am 27. April 1902 wurde er für die Radikale Linke im 1. Wahlkreis von Lyon erneut zum Mitglied der Abgeordnetenkammer gewählt, wobei er dieses Mal bereits im ersten Wahlgang mit 4.786 Stimmen und damit von 51,5 Prozent der 9.291 Wähler gewählt wurde. In der kommenden Legislaturperiode war er Mitglied des Marineausschusses und folgte im Allgemeinen der Politik des Republikanischen Blocks (bloc républicain), während er sich manchmal den radikalen Dissidenten anschloss, die gegen das Kabinett Combes kämpften. 1904 wurde er zudem Chefredakteur der Zeitschrift Le Siècle. Bei den Wahlen am 6. Mai 1906 erlitt er eine empfindliche Niederlage in seinem Wahlkreis in Lyon, als er nur noch 1.657 Stimmen erhielt und damit von lediglich 18,3 Prozent der 9.065 Wähler gewählt wurde. Am 8. Mai 1910 wurde er dann für die Demokratische Linke (Gauche démocratique) im Wahlkreis Rochefort im Département Charente-Inférieure im zweiten Wahlgang mit 7.562 Stimmen (51,5 Prozent der 14.676 Wählerstimmen) noch einmal zum Mitglied der Abgeordnetenkammer gewählt, nachdem er im ersten Wahlgang 6.894 Stimmen (47,4 Prozent der 14.538 Wählerstimmen) erhalten hatte. Er wurde Mitglied des Ausschusses für Sozialversicherung und Wohlfahrt (Commission d'assurance et de prévoyance sociales). Daneben hatte er mehrere Entschließungsanträge zur Organisation der Seeverteidigung Frankreichs und zur Verstärkung der Flotte eingereicht.
Bei den darauf folgenden Wahlen erhielt Jean-Marie de Lanessan im ersten Wahlgang am 26. April 1914 3.680 Stimmen gegenüber seinem Herausforderer Édouard Pouzet, auf den 4.068 Stimmen entfielen, während er schließlich im zweiten Wahlgang am 10. Mai 1914 mit lediglich 5.798 Wählerstimmen gegenüber 8.456 Stimmen für Pouzet unterlag. Daraufhin schied er am 31. Mai 1914 nach insgesamt 22 Jahren Parlamentszugehörigkeit aus der Abgeordnetenkammer aus.

## Veröffentlichungen
De Lanessan hatte zahlreiche Bücher zu botanischen, historischen und politischen Themen veröffentlicht, darunter:
- Étude sur le Genre Garcinia (Clusiacées) et sur l’origine et les propriétés de la gomme-gutte, Thesis (1872)
- Du protoplasma végétal, Thesis (1876)
- Manuel d’histoire naturelle médicale (4 Bände, 1879–1882)
- La Matière, la vie et les êtres vivants (1879)
- Étude sur la doctrine de Darwin. La lutte pour l’existence et l'association pour la lutte (1881)
- Traité de zoologie. Protozoaires (1882)
- La Botanique (1883)
- Le Transformisme. Évolution de la matière et des êtres vivants (1883)
- Flore de Paris (phanérogames et cryptogames), contenant la description de toutes les espèces utiles ou nuisibles, avec l’indication de leurs propriétés (1884)
- L’Église et l’État, conférence sur la séparation de l’Église et de l’État, faite à Chaumont. Et Lettres sur le Concordat, adressées aux lecteurs de la Gazette des travailleurs, suivies du texte du Concordat et des articles organiques (1884)
- Introduction à la botanique. Le sapin, Paris, Félix Alcan (1885)
- L’Expansion coloniale de la France. Étude économique, politique et géographique sur les établissements français d’outre-mer (1886)
- Les Plantes utiles des colonies françaises (1886)
- La Tunisie (1887)
- L’Indo-Chine française, étude politique, économique et administrative sur la Cochinchine, le Cambodge, l’Annam et le Tonkin (1889)
- La Marine française au printemps de 1890 (1890)
- La Colonisation française en Indo-Chine (1895)
- La Morale des philosophes chinois. Extraite des livres classiques de la Chine et de l’Annam, Paris, Félix Alcan, Sammlung Bibliothèque de philosophie contemporaine (1896)
- Principes de colonisation (1897)
- La République démocratique : études sur la politique intérieure, extérieure et coloniale de la France (1897)
- Le Programme maritime de 1900 à 1906 (1902)
- La Lutte pour l’existence et l’évolution des sociétés (1903)
- La Concurrence sociale et les devoirs sociaux (1904)
- La Morale des religions (1905)
- Les Enseignements maritimes de la guerre russo-japonaise (1905)
- L’État et les Églises en France, depuis les origines jusqu’à la séparation (1906)
- Les Missions et leur protectorat (1907)
- L’Éducation de la femme moderne (1908)
- La Morale naturelle (1908)
- Le Bilan de notre marine (1909)
- La Lutte contre le crime (1910)
- Nos Forces navales. Répartition et reconstitution (1911)
- La Répartition des flottes européennes et les obligations de la marine française (1912)
- Nos Forces militaires (1913)
- La Crise de la République (1914)
- Notre Défense maritime (1914)
- Transformisme et créationnisme. Contribution à l’histoire du transformisme depuis l’Antiquité à nos jours, Paris, Félix Alcan, Sammlung Bibliothèque scientifique internationale (1914)
- L’Empire germanique sous la direction de Bismarck et de Guillaume II (1915)
- Les Empires germaniques et la politique de la force, introduction à la guerre de 1914 (1915)
- Pourquoi les Germains seront vaincus (1915)
- Histoire de l’entente cordiale franco-anglaise. Les relations de la France et de l’Angleterre depuis le XVIe siècle jusqu’à nos jours (1916)
- L’Idéal moral du matérialisme et la guerre (1918)

Übersetzungen
- Friedrich August Flückiger: Histoire des drogues d’origine végétale (2 Bände, 1878)
- August Mojsisovics von Moisvár: Manuel de zootomie, guide pratique pour la dissection des animaux vertébrés et invertébrés (1881)
- Friedrich Otto Wünsche: Flore générale des champignons (1883)